# Бо Обама
Бо Оба́ма (англ. Bo Obama; (9 октября 2008 — 8 мая 2021) — собака семьи Обамы. Бо — кобель породы португальская водяная собака. Семья Президента получила щенка в подарок после того, как они определились с породой будущего любимца. На их выбор повлияла аллергия дочери Обамы Малии, из-за которой семье пришлось выбирать из собак гипоаллергенных пород. В Белом доме Бо называли первой собакой Соединенных Штатов Америки — термин, введённый в обращение по аналогии с термином «Первая Леди».

## Порода
Португальская водяная собака — относительно редкая порода. Всего 48 представителей породы приняло участие в крупнейшей британской выставке собак «Крафт» в 2009 году. Автор справочника об этой породе, Китти Браунд, пишет, что в Северной Америке насчитывается около 50 000 португальских водяных собак. Считается, что португальские водяные собаки гипоаллергенны, тем не менее, научных обоснований того, что какая-либо порода собак менее аллергенна, чем другие, нет.

## Родословная и заводчики
Заводчики Бо — Арт и Марта Стерны из штата Техас. Одна из собак их питомника также принадлежала сенатору Теду Кеннеди.

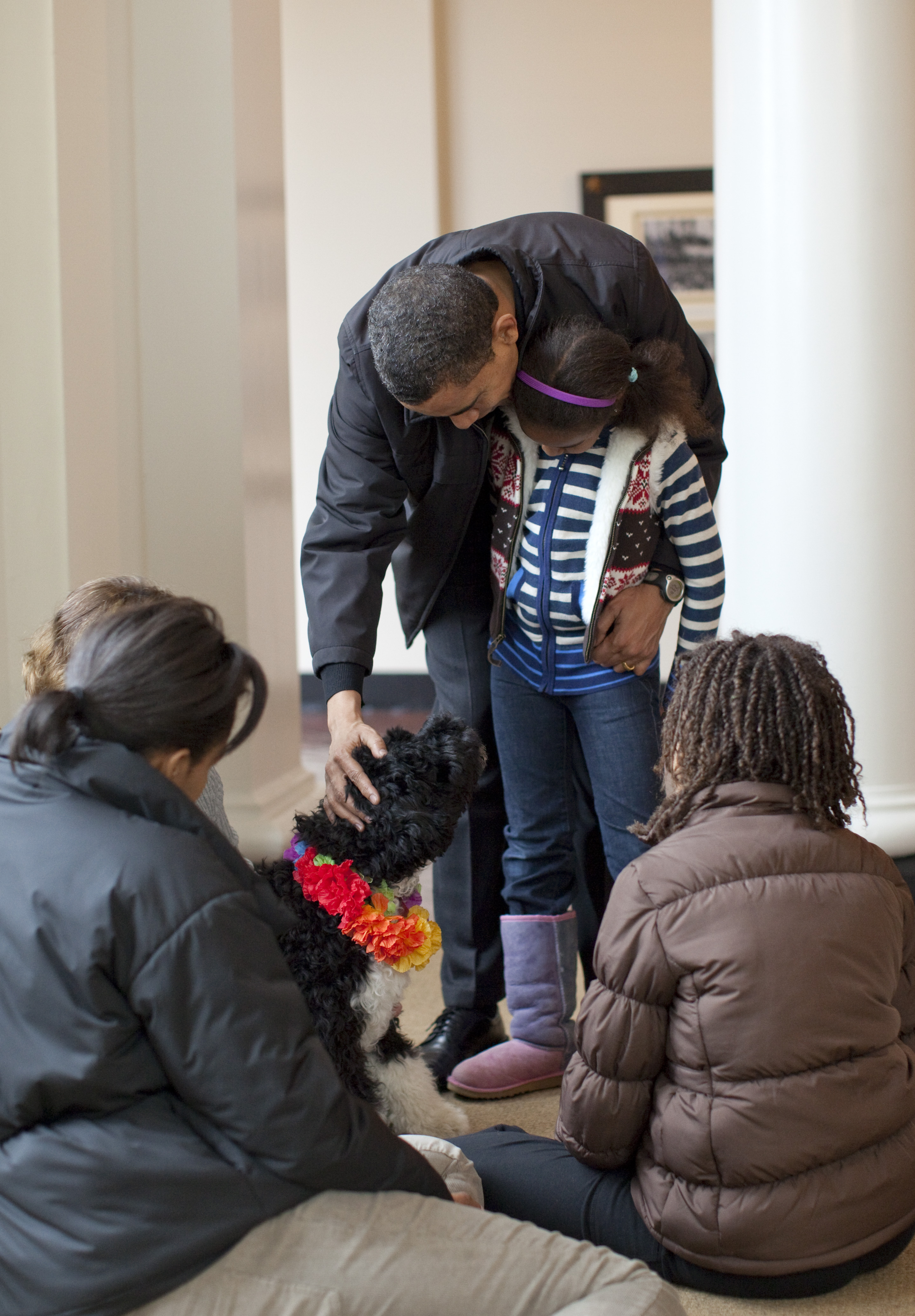
Семья Обама и Бо

Бо был приобретён покупателем, имя которого не разглашается, но в конечном счёте возвращен обратно в питомник. Это произошло по условиям контракта, который был подписан при покупке, обязующий нового хозяина вернуть животное, если отношения с собакой не сложатся.

С 5 января 2009 года Бо начал заниматься с дрессировщицей Дон Сильвией.

## Появление Бо в семье Обама
Во время первой пресс-конференции после избрания на пост президента Бараку Обаме был задан вопрос о предпочтениях при выборе собаки для семьи. Президент ответил, что хотел бы взять собаку из приюта, отметив, что большинство приютских собак «такие же беспородные как и я». Обама заявил о том, что важно найти гипоаллергенную породу из-за аллергии его дочери.
Позже Обама сообщил, что их выбор сузился до лабрадудля (гибрид лабрадора-ретривера и пуделя) и португальской водяной собаки. 12 апреля 2009 года пресса объявила о том, что семья Обама получила 6-месячного щенка в подарок от сенатора Эдварда Кеннеди. 14 апреля, когда Бо официально вошел в состав семьи Обама, было сделано официальное фото на фоне Белого дома. Во время пресс-конференции Обаму спросили, будет ли он пускать Бо в Овальный кабинет, на что он ответил «конечно да». Также он процитировал президента Гарри Трумена: «Если Вы хотите завести друга в Вашингтоне, то заводите собаку».

## Факты из биографии
[[Файл:First Dog Bo Obama.jpg|thumb|right|upright|Бо, одетый в леи, во время прибытия в Белый дом
В регистрационной книге клуба собаководов Америки официальное имя Бо — Новая Надежда Амиго (Amigo’s New Hope). Первый хозяин называл его Чарли. Своё новое имя щенок получил от дочерей президента Обамы — Малии и Саши, такое же имя носит кот их родственников, также оно дано в честь певца Бо Диддли.
В июне 2009 году Белый дом выпустил бейсбольную карточку с фотографией Бо на одной стороне и шуточной статистикой достижений животного на другой. Информация на оборотной стороне включает такие факты, как любимое лакомство Бо — помидоры; то, что Бо пока еще не умеет плавать и другие. Копию карточки можно получить, если отправить письмо с запросом и конверт с обратным адресом и наклеенными марками.

## Диспуты в прессе
Изначально семья Барака Обамы подчеркивала своё стремление взять собаку из приюта, но в итоге Бо был взят у заводчиков, за что президент подвергся критике со стороны прессы. Летом 2008 года организация защиты животных собрала 50.000 подписей в петиции, где была просьба к семье Обама взять животное из приюта.
Бо был принят в качестве подарка, но семья Обама обязалась внести пожертвования в благотворительный фонд для поддержки животных из приютов.

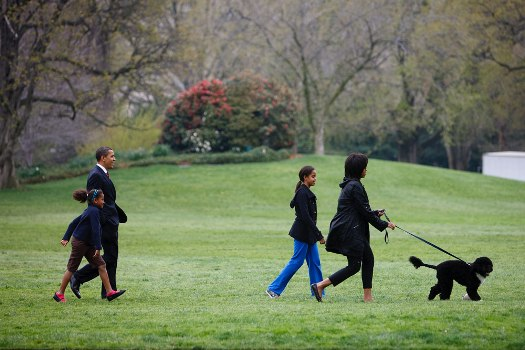
Семья Обама на прогулке с Бо

 Тем не менее, некоторые благотворительные организации высказались критически в сторону Барака Обамы и отказа взять приютскую собаку.

## Бо в СМИ

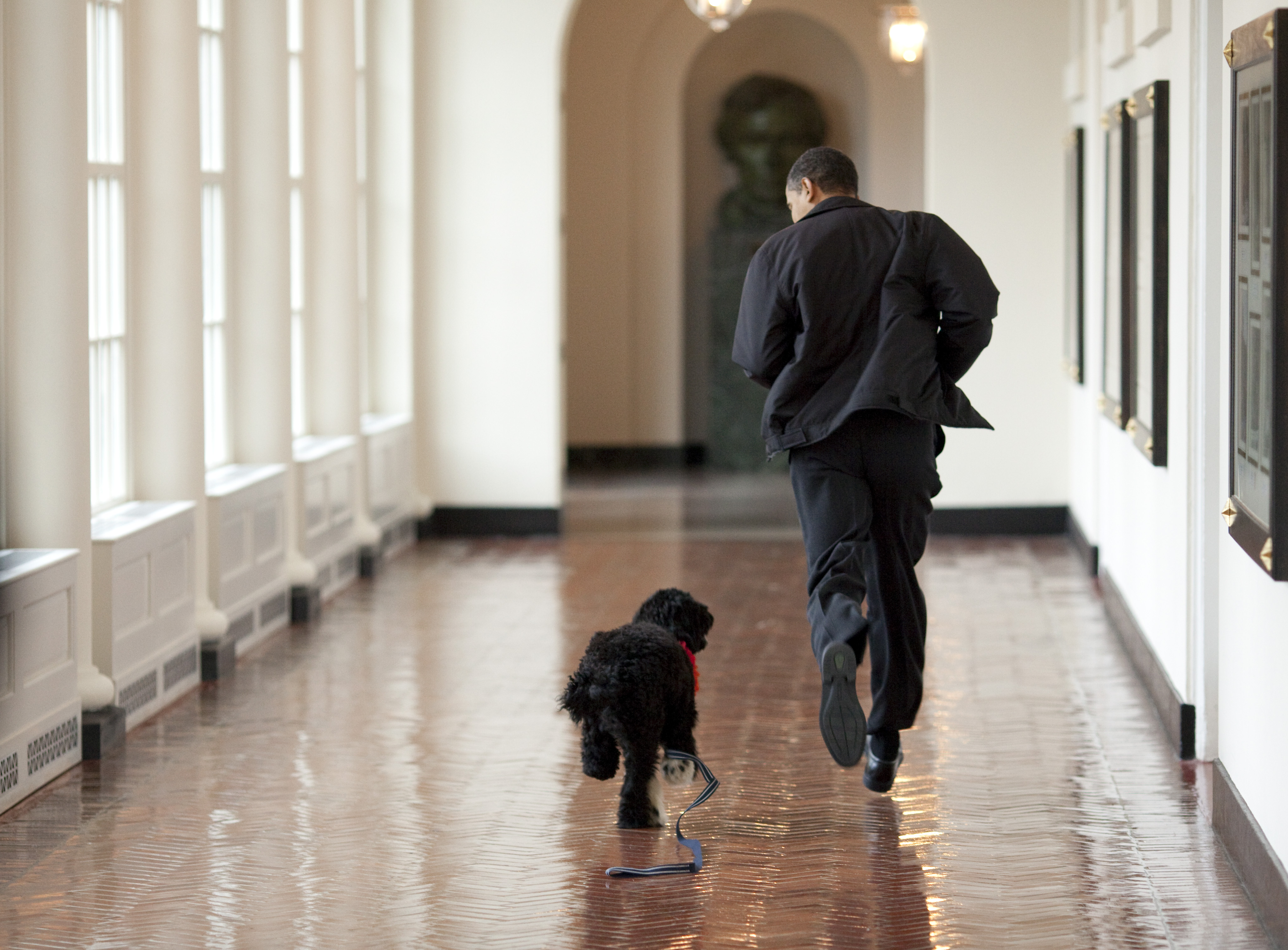
Бо и Барак Обама

Газета The Washington Post получила право первой эксклюзивной статьи о собаке, где говорилось, что «Бо — симпатичный парень. Он хорошо подходит для официальных событий Белого дома; у него черный окрас, белая грудка, лапы и бородка».
Ожидая, что популярность породы резко возрастет, клуб заводчиков португальских водяных собак США опубликовал заявление, в котором обращался к людям желающим приобрести животное этой породы. Специалисты предостерегали, что эта порода подходит только людям с определённым жизненным ритмом и не выносит одиночества.
Сразу же после того, как Бо стал членом семьи Обама, о нем было опубликовано 4 детских книги и началась продажа плюшевых игрушек.
17 июля 2009 года журналист Бен Гринман в газете The New York Times описал первые 100 дней в Белом доме глазами Бо.
16 марта 2010 года вышел эпизод телепередачи «Жизнь после людей», где авторы представили, какой была бы жизнь Бо после исчезновения людей.